# István Mudin
István Mudin (Kétegyháza, Békés, 16 d'octubre de 1881 - Itàlia, 22 de juliol de 1918) va ser un atleta hongarès que va competir a la primera dècada del segle xx.
Va prendre part en els Jocs Olímpics d'Estiu de 1906 d'Atenes, on Mudin guanyà la medalla de plata en la prova de pentatló, que va consistir en les proves de salt de longitud aturat, llançament de disc (estil antic), llançament de javelina, 192 metres llisos i un enfrontament de lluita grecoromana; i la de bronze en la prova del llançament de disc, estil antic. En les altres quatre proves que disputà no tingué tant bons resultats.
Als Jocs de Londres de 1908 disputà quatre proves del programa d'atletisme, però sols destaca la setena posició en la prova de llançament de disc estil antic.
Morí en acte de combat durant la Primera Guerra Mundial.